# Rijnvoetbalkampioenschap 1929/30 (West-Duitsland)
In 1929/30 werd het tiende Rijnvoetbalkampioenschap gespeeld, dat georganiseerd werd door de West-Duitse voetbalbond. Beide reeksen werden dit seizoen samengevoegd. 
SpVgg Sülz werd kampioen en plaatste zich voor de West-Duitse eindronde. Als vicekampioen was ook SC 1894 München-Gladbach geplaatst. De club versloeg SV 06 Kassel en verloor dan van Krefelder FC Preußen 1895. De acht kampioenen werden verdeeld over twee groepen van vier clubs. Sülz werd groepswinnaar en plaatste zich voor de finalegroep waar ze derde werden. Echter mochten dit jaar drie clubs uit West-Duitsland naar de nationale eindronde. Sülz nam het nog op tegen de winnaar van de vicekampioenen, Düsseldorfer TSV Fortuna 1895, en won met 4:2 na verlengingen. 
In de nationale eindronde versloeg de club Stettiner FC Titania 1902 en trof dan Hertha BSC. Na een 1:1 plus verlengingen werd er een replay gespeeld waarin de Berlijnse club Sülz een pak slaag gaf (8:1) en zo uitschakelde. 

## Bezirksliga
| Plaats | Club                          | Wed. | W  | G | V  | Saldo | Ptn.  |
| ------ | ----------------------------- | ---- | -- | - | -- | ----- | ----- |
| 1.     | SpVgg Sülz 07                 | 24   | 17 | 2 | 5  | 78:40 | 36:12 |
| 2.     | SC 1894 München-Gladbach      | 24   | 15 | 3 | 6  | 48:37 | 33:15 |
| 3.     | Aachener TuSV Alemannia 1900  | 24   | 13 | 5 | 6  | 61:38 | 31:17 |
| 4.     | VfL Borussia München-Gladbach | 24   | 12 | 6 | 6  | 68:50 | 30:18 |
| 5.     | Rheydter SpV 05               | 24   | 12 | 3 | 9  | 66:54 | 27:21 |
| 6.     | Bonner FV 01                  | 24   | 12 | 3 | 9  | 60:51 | 27:21 |
| 7.     | VfR Köln 04 rrh.              | 24   | 12 | 3 | 9  | 55:60 | 27:21 |
| 8.     | Kölner BC 01                  | 24   | 8  | 7 | 9  | 55:56 | 23:25 |
| 9.     | Mülheimer SV 06               | 24   | 8  | 5 | 11 | 64:65 | 21:27 |
| 10.    | TuRa 1904 Bonn                | 24   | 8  | 2 | 14 | 52:64 | 18:30 |
| 11.    | Dürener SC 03                 | 24   | 6  | 4 | 14 | 46:66 | 16:32 |
| 12.    | SC Blau-Weiß 06 Köln          | 24   | 4  | 5 | 15 | 37:65 | 13:35 |
| 13.    | SC Viktoria 04 Rheydt         | 24   | 5  | 0 | 19 | 33:77 | 10:38 |

|  | Kampioen, geplaatst voor West-Duitse eindronde |
|  | Geplaatst voor West-Duitse eindronde           |